# Nelson Slade Bond
Nelson Slade Bond (* 23. November 1908 in Scranton, Pennsylvania; † 4. November 2006 in Roanoke, Virginia) war ein US-amerikanischer Schriftsteller, der neben eigenständigen Sach- und belletristischen Werken auf breiter Basis Beiträge für Zeitschriften, das Radio, das Fernsehen und das Theater geschaffen hat. Er war ein Pionier der frühen Science-Fiction und Fantasy. Sein belletristisches Werk umfasst vor allem Kurzgeschichten, von denen die meisten in den 1930er und 1940er Jahren in Pulp-Magazinen erschienen. Bekanntheit erreichte er namentlich durch die Reihe seiner Lancelot-Biggs-Geschichten sowie durch seine Meg-the-Priestess-Reihe, mit der er eine der ersten starken weiblichen Heldinnen in die Science-Fiction einführte.

## Leben und schriftliches Werk
Bonds Eltern stammten aus Nova Scotia, zogen aber kurz vor seiner Geburt nach Scranton in Pennsylvania und ließen sich nach dem Ersten Weltkrieg in Philadelphia nieder. Bond besprach in seinen High-School-Tagen für den Philadelphia Inquirer Theaterstücke. Von 1932 bis 1934 besuchte er das Marshall College in Huntington (West Virginia). In dieser Zeit schrieb er für den Huntington Herald Advertiser und die Hochschulzeitung, The Parthenon, und traf er Betty Gough Folsom, die er 1934 heiratete.
Er arbeitete kurz als PR-Agent für Nova Scotia und begann 1935 mit Artikeln zu Sach-Themen für verschiedene Zeitschriften seine schriftstellerische Laufbahn. Sein erstes Werk im Bereich der Science-Fiction war Down the Dimensions, das in der Astounding-Ausgabe vom April 1937 erschien.
Bond schrieb über 250 Kurzgeschichten. In den 1930er und 1940er Jahren erschienen sie u. a. in Heften wie Amazing Stories, Fantastic Adventures oder Weird Tales. Zu Bonds bekanntesten Figuren gehören Pat Pending, Lancelot Biggs und Hank Horse-Sense. In Deutschland erschienen die Biggs-Abenteuer (Lancelot Biggs Weltraumfahrten) und Herrn Mergenthwirkers Lobblies sowie die Sammlung Insel der Eroberer bei Heyne.
Bond gab in den 1950er Jahren das Dichten fast ganz auf. Er arbeitete immer mehr für Radio und Fernsehen und eröffnete 1959 in Roanoke (Virginia) eine PR-Firma, später ein bedeutendes Antiquariat.
Auf die Ermunterungen durch Anhänger und Berufskollegen, namentlich Harlan Ellison, hin brachte er erst 1995 ein weiteres belletristisches Werk heraus.
Bond stand in einer ausgedehnten Korrespondenz mit James Branch Cabell und war nach dessen Tod eine Zeitlang der Verwalter seines literarischen Nachlasses.
Bond spendete im Jahre 2002 der Bibliothek der Marshall-Universität in Huntington seine Unterlagen. Die Bibliothek hat einen Nachbau von Bonds häuslichem Arbeitszimmer errichtet.
Nelson und Betty Bond hatten zwei Söhne. Betty Bond machte im Fernsehen von Virginia Karriere. Sie interviewte wichtige Leute der Gegend für ihre Betty Bond Show für den Sender WSLS-TV in Roanoke.

## Radio und Fernsehen
Bond schrieb für Radioserien wie Dr. Christian, Hot Copy (1941–44) und The Sheriff (1944–51, eine Fortsetzung von Death Valley Days) sowie u. a. für die Fernseh-Anthologieserien Lux Video Theatre, Studio One, General Motors Theatre und Tales of Tomorrow. Herrn Mergenthwirkers Lobblies erlebte über ein halbes Dutzend Bearbeitungen fürs Radio und lief 1938 als Radioserie. Dieses Werk wurde nach einer Bearbeitung durch Bond das erste über ein Network ausgestrahlte Fernsehspiel voller Länge.
Bond hat seine Erfahrungen mit dem Radio und dem Fernsehen 1998 in der Zeitschrift Locus geschildert:

„Ich begann fürs Radio zu schreiben, nachdem sie ein paar von meinen Geschichten verarbeitet hatten. Ich dachte: „Mein Gott, das kann ich aber besser!“ und begann selbst, sie fürs Radio umzuarbeiten. Eines Tages starteten sie mit zwei Serien, und sie fragten mich, ob ich die schreiben wolle. Ich schrieb 52 Wochen der Hot-Copy- und um die 26 Wochen der The-Sheriff-Show (eine Western-Komödie). Dann kam das Fernsehen. Ich hatte gerade Herrn Mergenthwirkers Lobblies als eine Radioserie abgefasst und bearbeitete diese fürs Fernsehen. Es wurde das erste Fernsehspiel, das je über ein Network gesendet wurde. Das Network bestand aus Boston, New York und Washington. (Das war 1946.) Die Präsentation war ganz schön aufwändig, im Studio gab es ein Publikum, und sie druckten ein Programm dazu. Leider gibt es von der Show keine Aufzeichnung – damals hatte man dazu noch kein Band. (...) Damals habe ich wahrscheinlich in furchtbarer Gedankenlosigkeit die Chance meines Lebens verpasst. Als das Spiel fertig war, sagte der Direktor: „Das hier ist ein brandneues Medium. Warum kommst du nicht hier rauf, um dich mit uns dieser Sache zu verschreiben?“ Sie konnten mir nicht sehr viel bezahlen, und ich sagte: „Ich verdiene beim Radio zur Zeit mehr als das“, und so lehnte ich also ab. Aber ich habe um die fünfzehn oder zwanzig Fernsehspiele geschrieben, ein Teil davon Bearbeitungen meiner eigenen Sachen, ein Teil eigenständige Schöpfungen. State of Mind war ein Werk der Fantasy zu einem Mann, den die moderne Zivilisation ankotzt. Er sagte: „Ich falle jetzt mal von der Union ab.“ Und das tat er. Ich dachte mir, das ist doch mal eine verdammt gute Idee! (Immer noch ein nettes Spiel, aber es wird nicht mehr produziert.) Ich bearbeitete meine zweite Mergenthwirker/Lobblies-Geschichte als ein Fernsehspiel, und dann hat es da noch ein drittes gegeben.“

## Auszeichnungen
- 1992 First Fandom Hall of Fame Award
- 1998 Author Emeritus Award der Science Fiction and Fantasy Writers of America
- 2005 Southeastern SF Achievement Award für das Lebenswerk

## Bibliografie

### Serien und Zyklen
Die Serien sind nach dem Erscheinungsjahr des ersten Teils geordnet.
The Lobblies
- Mr. Mergenthwirker’s Lobblies (in: Scribner’s Magazine, November 1937)
  - Deutsch: Herrn Mergenthwirkers Lobblies. In: Nelson S. Bond: Herrn Mergenthwirkers Lobblies. 1983.
- Tell Me About Tomorrow (in: Argosy, December 13, 1941)
- Don’t Fool with Phantoms (in: Argosy, December 1942)
- Mr. Mergenthwirker’s Lobblies A Fantastic Comedy In Three Acts (1957, Kurzroman)
- Miracles Made Easy (2002, in: Nelson S. Bond: The Far Side of Nowhere)

Meg
- 1 The Priestess Who Rebelled (in: Amazing Stories, October 1939)
- 2 The Judging of the Priestess (in: Fantastic Adventures, April 1940)
- 3 Magic City (in: Astounding Science-Fiction, February 1941)
- 4 Pilgrimage (1949, in: Nelson S. Bond: The Thirty-First of February)

Lancelot Biggs
- 1 F.O.B. Venus (in: Fantastic Adventures, November 1939; auch: Chapters 1-2 (Lancelot Biggs: Spaceman), 1950)
- 2 Lancelot Biggs Cooks a Pirate (in: Fantastic Adventures, February 1940; auch: Chapters 3-4 (Lancelot Biggs: Spaceman), 1950)
- 3 The Madness of Lancelot Biggs (in: Fantastic Adventures, April 1940; auch: Chapters 5-6 (Lancelot Biggs: Spaceman), 1950)
- 4 Lancelot Biggs: Master Navigator (in: Fantastic Adventures, May 1940; auch: Chapters 7-8 (Lancelot Biggs: Spaceman), 1950)
- 5 The Genius of Lancelot Biggs (in: Fantastic Adventures, June 1940; auch: Chapter 9 (Lancelot Biggs: Spaceman), 1950)
- 6 The Scientific Pioneer Returns (in: Amazing Stories, November 1940; auch: Chapters 25-27 (Lancelot Biggs: Spaceman), 1950)
- 7 Honeymoon in Bedlam (in: Weird Tales, January 1941; auch: Chapters 14-15 (Lancelot Biggs: Spaceman), 1950)
- 8 The Downfall of Lancelot Biggs (in: Weird Tales, March 1941)
- 9 Where Are You, Mr. Biggs? (in: Weird Tales, September 1941; auch: Where Are You Mr. Biggs?, 2016; auch: Chapter 10 (Lancelot Biggs: Spaceman), 1950)
- 10 The Ghost of Lancelot Biggs (in: Weird Tales, January 1942; auch: Chapter 11 (Lancelot Biggs: Spaceman), 1950)
- 11 The Love Song of Lancelot Biggs (in: Amazing Stories, September 1942; auch: Chapters 16-18 (Lancelot Biggs: Spaceman), 1950)
- 12 Mr. Biggs Goes to Town (in: Amazing Stories, October 1942; auch: Chapters 22-24 (Lancelot Biggs: Spaceman), 1950)
- 13 The Ordeal of Lancelot Biggs (in: Amazing Stories, May 1943; auch: Chapters 19-21 (Lancelot Biggs: Spaceman), 1950)
- The Return of Lancelot Biggs (in: Amazing Stories, May 1942; auch: Chapters 12-13 (Lancelot Biggs: Spaceman), 1950)
- The Remarkable Exploits of Lancelot Biggs: Spaceman (1950, auch: Lancelot Biggs: Spaceman)
  - Deutsch: Lancelot Biggs wundersame Weltraumfahrten. Übersetzt von Kurt Seibt. Gebrüder Weiß (Welt von morgen), 1953, DNB 450550664. Auch als: Lancelot Biggs’ Weltraumfahrten. Übersetzt von Kurt Seibt. Heyne Allgemeine Reihe #139, 1961.
- Lancelot Biggs on the Saturn (1954, in: Marjorie Barrows (Hrsg.): Science Fiction and Reader’s Guide)
- Lancelot Biggs’ Weltraumfahrten. In: Wolfgang Jeschke (Hrsg.): Science Fiction Jubiläums Band: 25 Jahre Heyne Science Fiction & Fantasy, 1960-1985. Heyne Science Fiction & Fantasy #4000, 1985, ISBN 3-453-31112-4 (Auszug).

Horse-Sense Hank
- 1 The Scientific Pioneer (in: Amazing Stories, March 1940)
- 2 Horsesense Hank Does His Bit (in: Amazing Stories, May 1942)
- 3 Horsesense Hank in the Parallel Worlds (in: Amazing Stories, August 1942)

Chip Warren
- 1 „Shadrach“ (in: Planet Stories, Fall 1941; auch: Shadrach, 2005)
- 2 The Lorelei Death (in: Planet Stories, Winter 1941)

Pat Pending
- The Bacular Clock (in: The Blue Book Magazine, July 1942)
  - Deutsch: Die rückuläre Uhr. In: Nelson S. Bond: Herrn Mergenthwirkers Lobblies. 1983.
- The Masked Marvel (in: The Blue Book Magazine, December 1943)
- Miracular and Importulant (in: The Blue Book Magazine, April 1943)
- Pat Pending’s Periscoop (in: The Blue Book Magazine, January 1943)
- Pat Pending’s Invisibelt (in: The Blue Book Magazine, January 1944)
- Pat Pending Returns (in: The Blue Book Magazine, June 1945)
- The Greater Gizmo (in: The Blue Book Magazine, May 1946)
- Magnifular and Marvaceous (in: The Blue Book Magazine, April 1946)
- Pat Pending—Detectivator! (in: The Blue Book Magazine, October 1946)
- Double Trouble for Pat Pending (in: The Blue Book Magazine, April 1947)
- Lighter Than You Think (in: Fantastic Universe, August 1957)
- Much Ado About Pending (1968, in: Nelson S. Bond: Nightmares and Daydreams)

Squaredeal Sam McGhee
- Nothing in the Rules (in: The Blue Book Magazine, August 1943)
  - Deutsch: Der Unbeschlagene. In: Mike Ashley (Hrsg.): Hokus, Pokus, Hexenschuß. Bastei-Lübbe Fantasy #20451, 2002, ISBN 3-404-20451-4.
- One’s Got to Be Best (in: The Blue Book Magazine, March 1943)
- Music’s Got Charms! (in: The Blue Book Magazine, November 1945)
- The Gripes of Wraith! (in: The Blue Book Magazine, August 1946; auch: The Gripes of Wraith, 1949)
  - Deutsch: Der Geist ist billig. In: Peter Haining (Hrsg.): Scheibenwahn. Heyne Science Fiction & Fantasy #9037, 1999, ISBN 3-453-15602-1.
- Knights Must Fall (in: The Blue Book Magazine, January 1947)
- Daze Without End (in: The Blue Book Magazine, November 1948)
- A Matter of a Pinion (in: The Blue Book Magazine, March 1948)
- Strikes to Spare (in: The Blue Book Magazine, May 1949)
- Black Magic (in: The Blue Book Magazine, February 1951; auch: The Devil to Pay, 1968)

### Romane
- Dictator of Time (Kurzroman in: Planet Stories, Spring 1940)
- Exiles of Time (in: Blue Book, May 1940; auch: Exiles of Time, 1949)
  - Deutsch: Im Zeitexil. Moewig (Terra #516), 1967.
- The Ultimate Salient (Kurzroman in: Planet Stories, Fall 1940)
- Beyond Light (Kurzroman in: Planet Stories, Winter 1940)
- The Castaway (Kurzroman in: Planet Stories, Winter 1940)
- Revolt on Io (Kurzroman in: Planet Stories, Spring 1941)
- Gods of the Jungle (2 Teile in: Amazing Stories, June 1942 ff.)
- When Freemen Shall Stand (in: Fantastic Adventures, November 1942; auch: Under Venusian Flags, 2018)
- That Worlds May Live (in: Amazing Stories, April 1943; auch: That Worlds May Live, 2002)
- The World of William Gresham (1954, Kurzroman in: Nelson S. Bond: No Time Like the Future)
  - Deutsch: Nur eine Handvoll Asche. In: Nelson S. Bond: Insel der Eroberer. 1964.
- State of Mind: A Comedy in Three Acts (1958, Kurzroman)
- Animal Farm: A Fable in Two Acts (1964, Kurzroman)

### Sammlungen
- Mr. Mergenthwirker’s Lobblies and Other Fantastic Tales (1946)
  - Deutsch: Herrn Mergenthwirkers Lobblies. Übersetzt von Thomas Schlück. Heyne Science Fiction & Fantasy #3960, 1983, ISBN 3-453-30891-3.
- The Thirty-First of February (1949; auch: The Thirty-first of February, 1952)
- No Time Like the Future (1954)
  - Deutsch: Insel der Eroberer. Übersetzt von Susi-Maria Roediger. Heyne-Bücher #3034, München 1964, DNB 450550680.
- Nightmares and Daydreams (1968)
- The Far Side of Nowhere (2002)
- Other Worlds Than Ours (2005)

### Kurzgeschichten
1937
- Down the Dimensions (in: Astounding Stories, April 1937)

1938
- The Sportsman (in: Scribner’s Magazine, February 1938)
- The Einstein Inshoot (in: Astounding Science-Fiction, November 1938)
  - Deutsch: Der Einstein-Wurf. In: Nelson S. Bond: Herrn Mergenthwirkers Lobblies. 1983.
- The Man Who Walked Through Glass (in: Esquire, November 1938)

1939
- The Mercurian Menace (in: Dynamic Science Stories, February 1939)
- The Message from the Void (in: Dynamic Science Stories, February 1939)
- Lightship, Ho! (in: Astounding Science-Fiction, July 1939)
- The Monster from Nowhere (in: Fantastic Adventures, July 1939; auch: The Monster, 1953)
- Stowaway (in: Astounding Science-Fiction, August 1939)
- The Amazing Invention of Wilberforce Weems (in: Fantastic Adventures, September 1939)
- Fugitives from Earth (in: Amazing Stories, December 1939)

1940
- Sons of the Deluge (2 Teile in: Amazing Stories, January 1940 ff.)
- The Man Who Weighed Minus Twelve (in: Fantastic Adventures, March 1940)
- Prisoner’s Base (in: Thrilling Wonder Stories, May 1940)
- Parallel in Time (in: Thrilling Wonder Stories, June 1940)
- Proxies on Venus (in: Science Fiction, June 1940)
- The Fertility of Dalrymple Todd (in: Fantastic Adventures, August 1940)
- A Problem in Diatonics (in: Thrilling Wonder Stories, August 1940)
- The Unusual Romance of Ferdinand Pratt (in: Weird Tales, September 1940)
- Cartwright’s Camera (in: Unknown Fantasy Fiction, November 1940; auch: Johnny Cartwright’s Camera)
  - Deutsch: Johnny Cartwrights Kamera. In: Nelson S. Bond: Herrn Mergenthwirkers Lobblies. 1983.
- „Shall Stay These Couriers …“ (in: Thrilling Wonder Stories, November 1940)
- Legacy (in: Astounding Science-Fiction, December 1940)
- Martian Caravan (in: Blue Book, December 1940)

1941
- The Day We Celebrate (in: Astounding Science-Fiction, January 1941)
- The Fountain (in: Unknown Fantasy Fiction, June 1941)
  - Deutsch: Der Quell. In: Nelson S. Bond: Herrn Mergenthwirkers Lobblies. 1983.
- The Geometrics of Johnny Day (in: Astounding Science-Fiction, July 1941)
- Take My Drum to England (in: Unknown Fantasy Fiction, August 1941; auch: „Take My Drum to England…“, 1949)
- The Bookshop (in: The Blue Book Magazine, October 1941)
  - Deutsch: Der Buchladen. In: Nelson S. Bond: Herrn Mergenthwirkers Lobblies. 1983.
- Prescience (in: Unknown Worlds, October 1941)
- Occupation: Demigod (in: Unknown Worlds, December 1941)
- The Remarkable Talent of Egbert Haw (in: The Blue Book Magazine, December 1941)
  - Deutsch: Egbert Haw – das große Talent. In: Nelson S. Bond: Herrn Mergenthwirkers Lobblies. 1983.

1942
- Luxury Liner (in: Thrilling Wonder Stories, February 1942)
- The Secret of Lucky Logan (in: Amazing Stories, April 1942)
- Brother Michel (in: Fantastic Adventures, May 1942)
- Captain Chaos (in: Planet Stories, Summer 1942)
- The World Within (in: Super Science Stories, May 1942)
- Al Haddon’s Lamp (in: Unknown Worlds, June 1942)
- Peter Pettigrew’s Prisoner (in: Amazing Stories, July 1942)
- Visibility: Zero (in: Weird Tales, September 1942)
- Jessifer Rides Again (in: Thrilling Wonder Stories, October 1942)
- Union in Gehenna (in: Fantastic Adventures, October 1942)
  - Deutsch: Hader im Hades. In: Nelson S. Bond: Herrn Mergenthwirkers Lobblies. 1983.
- Colossus of Chaos (in: Planet Stories, Winter 1942)
- Another World Begins (in: The Blue Book Magazine, November 1942; auch: The Cunning of the Beast, 1948)
  - Deutsch: Die Bestien von Kios. In: Nelson S. Bond: Insel der Eroberer. 1964.

1943
- Trouble on Tycho (in: Planet Stories, March 1943)
- Double, Double, Toil and Trouble (in: Astounding Science-Fiction, April 1943)
- Land of No Return (in: Astonishing Stories, April 1943)
- Pawns of Chaos (in: Thrilling Wonder Stories, April 1943)
- Saint Mulligan (in: Fantastic Adventures, May 1943)
- The Ring of Iscariot (in: The Blue Book Magazine, June 1943; auch: The Ring, 1949)
- Somewhere on the Home Front (in: The Blue Book Magazine, July 1943)
- Phantom Out of Time (in: Planet Stories, Fall 1943)
- Castaways of Eros (in: Planet Stories, Winter 1943)
- Peril on Phoebus (in: Thrilling Wonder Stories, Fall 1943)

1944
- The Master of Cotswold (in: Weird Tales, January 1944)
  - Deutsch: Der Herr von Cotswold. In: Nelson S. Bond: Herrn Mergenthwirkers Lobblies. 1983.
- Wanderers of the Wolf-Moon (in: Planet Stories, Spring 1944)

1945
- The Five Lives of Robert Jordan (in: The Blue Book Magazine, April 1945)
- The Mask of Medusa (in: The Blue Book Magazine, December 1945)

1946
- Conquerors’ Isle (in: The Blue Book Magazine, June 1946; auch: Conqueror’s Island)
  - Deutsch: Insel der Eroberer. In: Nelson S. Bond: Insel der Eroberer. 1964. Auch als: Die Insel der Eroberer. In: Nelson S. Bond: Herrn Mergenthwirkers Lobblies. 1983.
- My Nephew Norvell (in: The Blue Book Magazine, July 1946)
- The Enchanted Pencil (in: The Blue Book Magazine, November 1946)
- Dr. Fuddle’s Fingers (1946, in: Nelson S. Bond: Mr. Mergenthwirker’s Lobblies and Other Fantastic Tales)
  - Deutsch: Dr. Fuddles Finger. In: Nelson S. Bond: Herrn Mergenthwirkers Lobblies. 1983.
- The Magic Staircase (1946, in: Nelson S. Bond: Mr. Mergenthwirker’s Lobblies and Other Fantastic Tales)
  - Deutsch: Die magische Treppe. In: Nelson S. Bond: Herrn Mergenthwirkers Lobblies. 1983.
- Socrates of the South Forty (1946, in: Nelson S. Bond: Mr. Mergenthwirker’s Lobblies and Other Fantastic Tales)
  - Deutsch: Der Sokrates vom Rübenfeld. In: Nelson S. Bond: Herrn Mergenthwirkers Lobblies. 1983.

1948
- Slayer by Stealth (in: Jungle Stories, Spring 1948)
- Last Inning (in: Blue Book, May 1948)
- Witch’s Moon (in: Jungle Stories, Fall 1948)
- Tomtom Tragedy (1948, in: Jungle Stories, Winter 1948-1949)

1949
- Petersen’s Eye (in: The Blue Book Magazine, March 1949)
- The Song (in: The Blue Book Magazine, April 1949)
- Bird of Prey (in: The Blue Book Magazine, August 1949)
- Uncommon Castaway (in: Avon Fantasy Reader, No. 11, 1949)
  - Deutsch: Jona und das U-Boot. In: Nelson S. Bond: Insel der Eroberer. 1964.

1950
- The Spinsters (in: The Blue Book Magazine, January 1950)
- And Lo, the Bird! (in: The Blue Book Magazine, September 1950)
  - Deutsch: Der Vogel von den Sternen. In: Nelson S. Bond: Insel der Eroberer. 1964. Auch als: Der große Vogel. In: Die aufregendsten Science-Fiction Geschichten. Tosa, 1981, ISBN 3-85001-096-1.

1951
- This Is the Land (1951, in: August Derleth (Hrsg.): The Outer Reaches: Favorite Science-Fiction Tales Chosen by Their Authors)
- Command Performance (in: Orb, V2 #3, 1951)

1952
- The Dark Door (in: Bluebook, May 1952)
- A Rosy Future for Roderick (in: Bluebook, August 1952)
- To People a New World (1952, in: August Derleth (Hrsg.): Beachheads in Space)

1953
- Down Will Come the Sky (in: Universe Science Fiction, Jun 1953; auch: „Down Will Come the Sky“, 1968)
- The Abduction of Abner Greer (1953, in: Fredric Brown und Mack Reynolds (Hrsg.): Science-Fiction Carnival)

1954
- Button, Button (in: Bluebook, March 1954)
- The Last Outpost (1954, in: Nelson S. Bond: No Time Like the Future)
  - Deutsch: Außenposten Venus. In: Nelson S. Bond: Insel der Eroberer. 1964.
- Life Goes On (1954, in: Nelson S. Bond: No Time Like the Future)
- The Silent Planet (1954, in: Nelson S. Bond: No Time Like the Future)
- Vital Factor (1954, in: Nelson S. Bond: No Time Like the Future)
- The Voice from the Curious Cube (1954, in: Nelson S. Bond: No Time Like the Future)
- The World of William Gresham (1954)
  - Deutsch: Nur eine Handvoll Asche. In: Nelson S. Bond: Insel der Eroberer. Heyne SF & F #3034, 1964.

1957
- Pawns of Tomorrow (in: Fantastic Universe, May 1957)

1958
- Case History (in: Fantastic Universe, April 1958)

1968
- The Pet Shop (1968, in: Nelson S. Bond: Nightmares and Daydreams)

1995
- Pipeline to Paradise (1995, in: Roger Zelazny (Hrsg.): Wheel of Fortune)

1999
- Proof of the Pudding (in: Asimov’s Science Fiction, October-November 1999)

2002
- The Battle of Blue Trout Basin (2002, in: Nelson S. Bond: The Far Side of Nowhere)
- Herman and the Mermaid (2002, in: Nelson S. Bond: The Far Side of Nowhere)
- Mr. Snow White (2002, in: Nelson S. Bond: The Far Side of Nowhere)
- Private Line to Tomorrow (2002, in: Nelson S. Bond: The Far Side of Nowhere)
- Time Exposure (2002, in: Nelson S. Bond: The Far Side of Nowhere)
- The Unpremeditated Wizard (2002, in: Nelson S. Bond: The Far Side of Nowhere)

### Sachliteratur
- Postal Stationery of Canada (1953)
- James Branch Cabell: A Complete Checklist (1974)